# Inger Holmlund
Inger Holmlund, född 26 november 1927 i Sundsvall, död 30 januari 2019 i Stockholm, var en svensk miljörådgivare och fredsaktivist.

## Biografi
Inger Holmlund växte upp i Sundsvall, gifte sig med Gustaf Holmlund och tillsammans drev de klädbutiken Ofelia i Sundsvall och Umeå
År 1976 började Holmlund på Härnösands folkhögskola och utbildade sig till miljörådgivare och engagerade sig i kärnkraftsmotståndet. Efter folkomröstningen 1980 lade hon ner sina butiker och engagerade sig i Framtiden i våra händer och Kvinnor för fred.

### Kenya
På 1990-talet startade Holmlund och hennes partner Werner Bauer ett kvinnocenter i Homa Bay vid Viktoriasjön. Centret hade kurser för kvinnor i trädplantering och ekologisk odling. En stor trädgård med olika träd och ekologiskt odlade växter anlades. Med hjälp av solceller pumpades vatten upp från sjön och renades genom sandfilter. Vattenhyacinter var ett stort problem i Viktoriasjön, men man skördade växterna och tillverkade mattor och väskor. Efter några år måste de flesta biståndsprojekt upphöra på grund av korruption i landet.

### Hälsingland
Efter sex år i Afrika flyttade Holmlund till Jättendal i Hälsingland. Den 15 november 2008 startade hon en budkavle för en kärnvapenfri värld med start i Kiruna. Budkavlen skulle gå vidare till alla Sveriges kommuner och komma fram till Laxå och Askersund året därpå. Ordföranden i Haparands FN-förening framhöll vikten av att inte glömma Hiroshima och Nagasaki. Budkavlen skulle färdas från kommun till kommun under ett år och därefter överlämnas till Regeringskansliet. År 2010 hade Budkavlen nått 132 kommuner och 50 000namnunderskrifter samlats in. Målet var att Sverige skulle lägga fram en handlingsplan för nedrustning under FN:s konferens för ickespridningsavtalet 2010. 2007 antogs FN:s konvention om kärnvapenförbud. Hittills har 84 länder skrivit under konventionen. 35 länder har ratifierat konventionen.

### Stockholm
År 2010 flyttade Holmlund till Stockholm och initierade studiecirklar och fredsmöten. 2016 deltog hon i Nordisk folkriksdag och 2018 skrev hon en motion till Klimatriksdagen tillsammans med Anders Axner.
Inger Holmlund dog i Stockholm den 30 januari 2019.

## Utmärkelser
- 2009 – Läkare mot kärnvapens utmärkelse för betydande insatser i arbetet för en kärnvapenfri värld.[2]